# Placas de identificação de veículos na Suíça

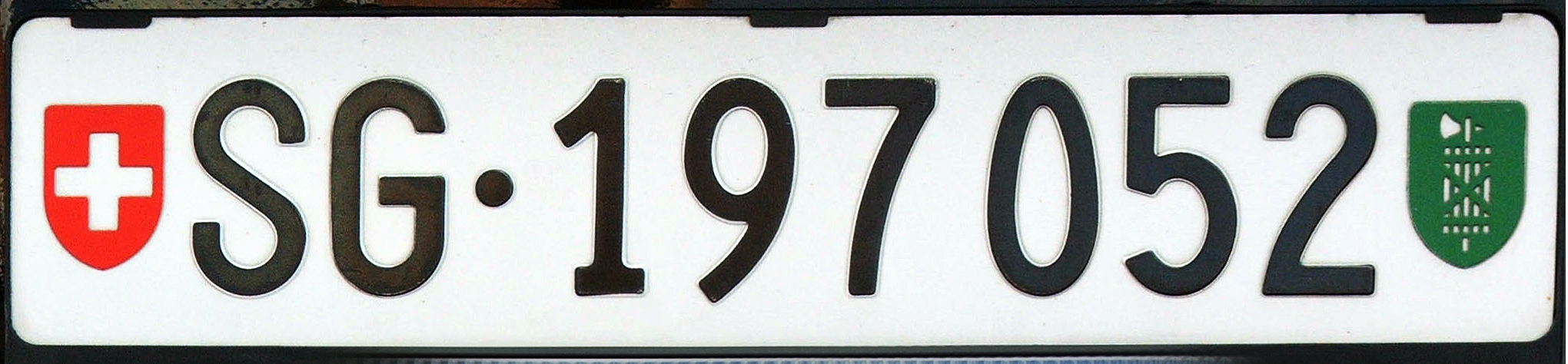
Placa traseira no cantão de São Galo

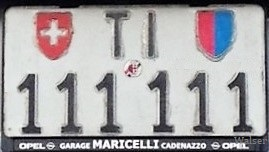
Placa traseira noCantão de Ticino, formato compacto

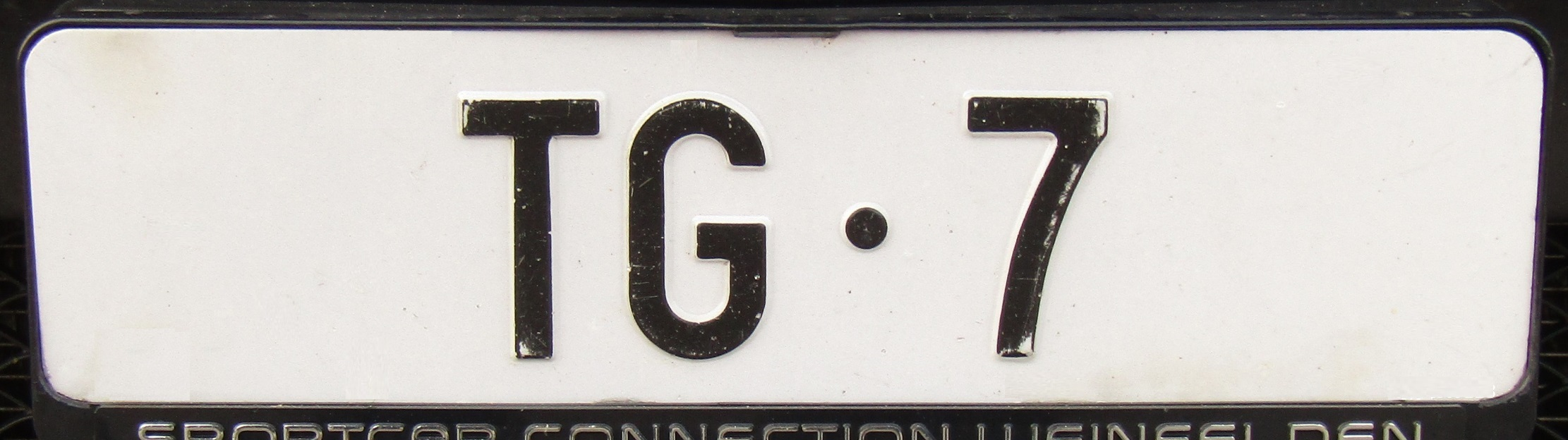
Placa dianteira, Turgóvia.

As matrículas de veículos da Suíça são compostas por um código de duas letras para o cantão e um número com até 6 dígitos. As placas traseiras também exibem dois escudos com as bandeiras da Suíça e dos cantões. Os tamanhos das placas são 300 x 80 mm (dianteira), 500 x   110 mm (traseira) ou 300 x 160 mm (traseira, compacto). O estilo atual foi introduzido em 1972.
As placas são atribuídas ao proprietário do carro e não ao veículo. Se o proprietário mudar de veículo, as placas serão instaladas no novo veículo. O veículo anterior receberá as placas do novo proprietário. Em alguns cantões, quando as placas são retiradas e devolvidas ao governo, elas são disponibilizados novamente após um certo tempo. 
Diferentemente de seus vizinhos integrantes da União Europeia, a Suíça não indica a origem nacional através do código de registro internacional, o que obriga seus cidadãos a colocar adesivos com o código CH (de Confederação Helvética) em seus veículos para evitar problemas quando em circulação no estrangeiro; no entanto, este problema e o do esgotamento das combinações numéricas pode ser resolvido com uma medida cuja proposta popular foi iniciada em 2019.

## Códigos de cantões
| Código | Bandeira | Cantão             |
| ------ | -------- | ------------------ |
| AG     |          | Argóvia            |
| AI     |          | Appenzell Interior |
| AR     |          | Appenzell Exterior |
| BE     |          | Berna              |
| BL     |          | Basileia-Campo     |
| BS     |          | Basileia-Cidade    |
| FR     |          | Friburgo           |
| GE     |          | Genebra            |
| GL     |          | Glarus             |
| GR     |          | Grisões            |
| JU     |          | Jura               |
| LU     |          | Lucerna            |
| NE     |          | Neuchâtel          |
| NW     |          | Nidwald            |
| OW     |          | Obwald             |
| SG     |          | São Galo           |
| SH     |          | Schaffhausen       |
| SO     |          | Soleura            |
| SZ     |          | Schwyz             |
| TG     |          | Turgóvia           |
| TI     |          | Ticino             |
| UR     |          | Uri                |
| VD     |          | Vaud               |
| VS     |          | Valais             |
| ZG     |          | Zug                |
| ZH     |          | Zurique            |

Até 2020, os veículos no enclave italiano da Campione d'Italia eram registrados em Ticino, mas passaram a ser registrados na cidade italiana de Como, na província de mesmo nome.

## Tipos

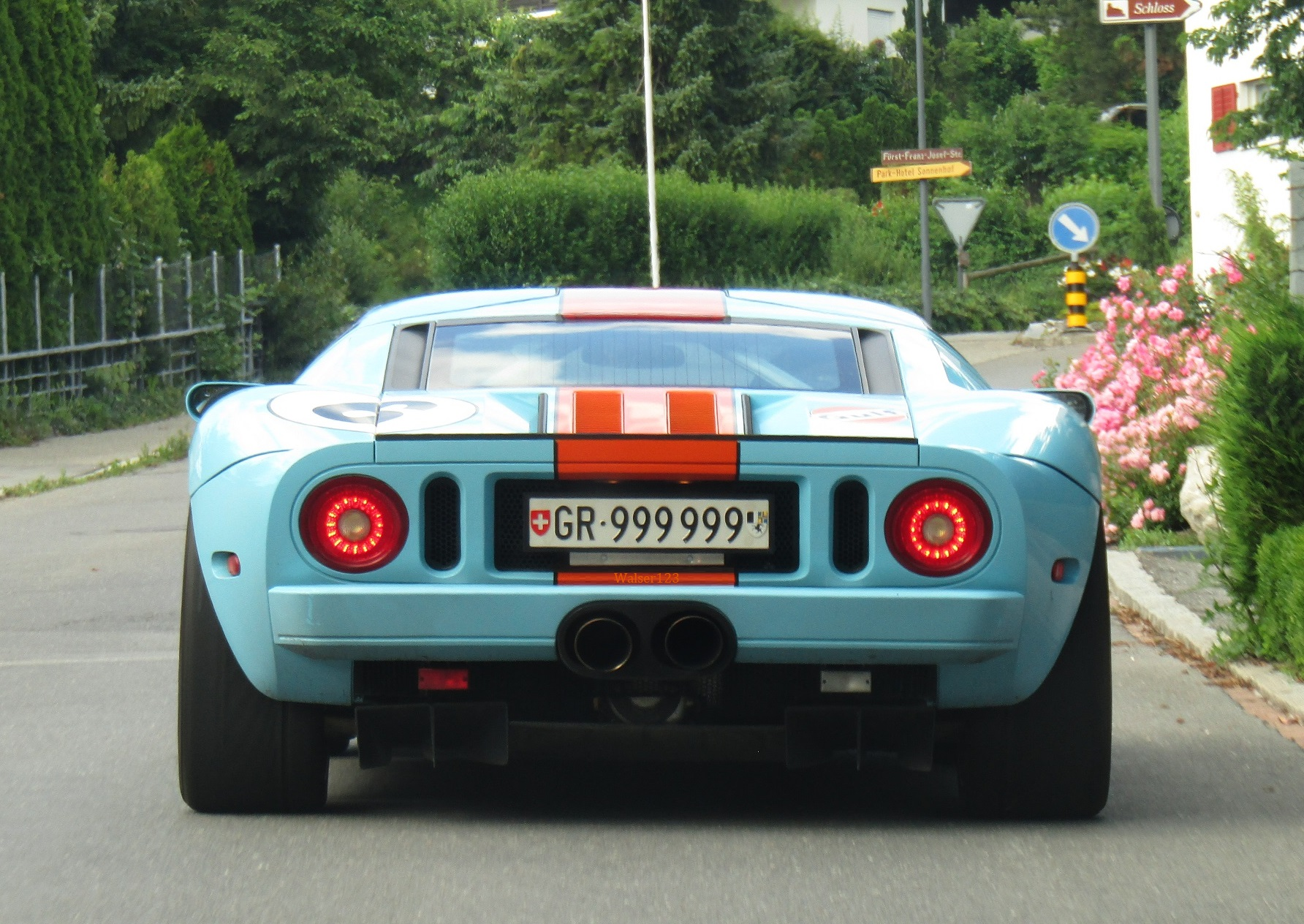
Placa personalizada "999999" de Cantão de Grisões

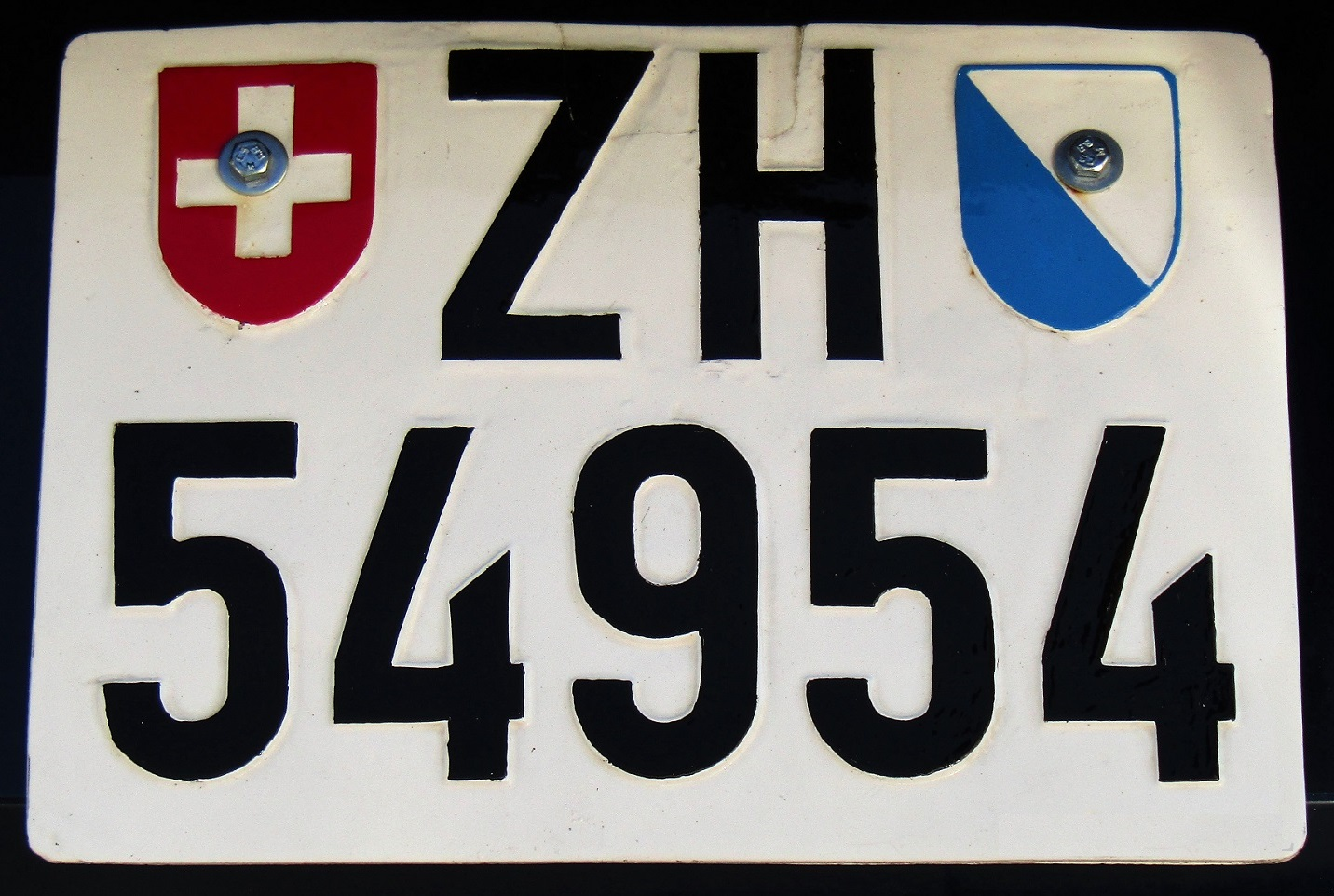
Placa traseira de modelo antigo, do Cantão de Zurique

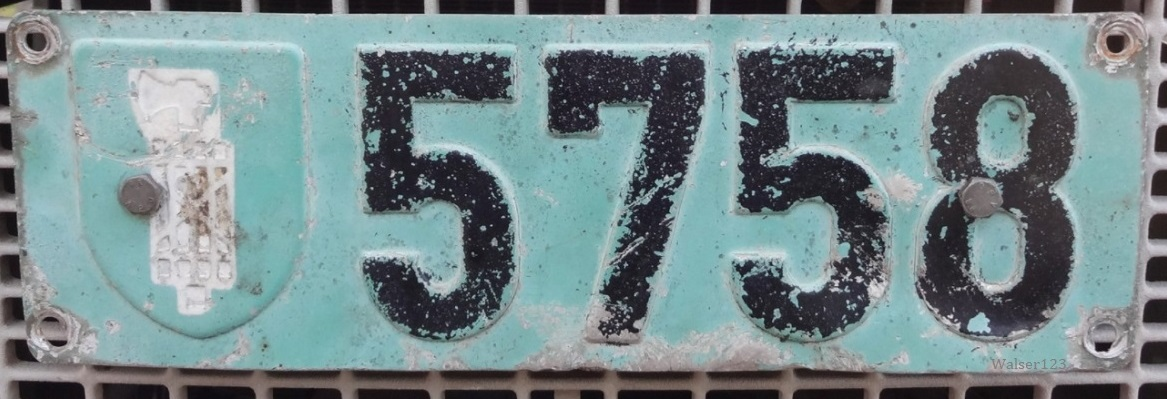
Placa de trator de modelo antigo do cantão de São Galo

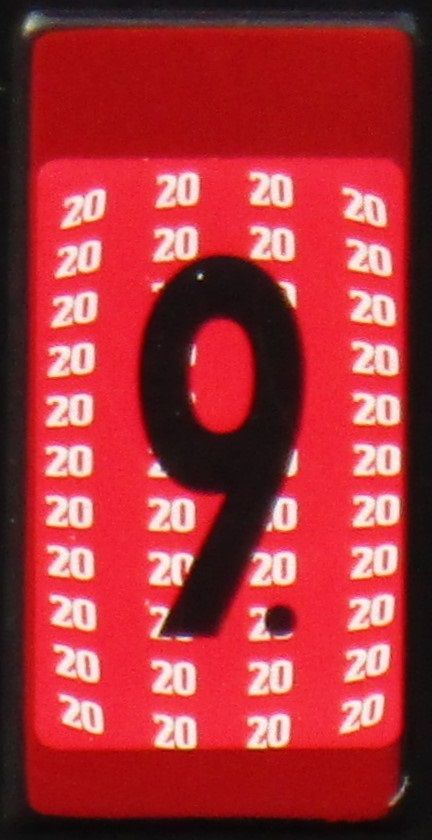
Marca de controle para registros temporários

|  | Estilo padrão para veículos motorizados em geral, motocicletas e reboques                     |
|  | Veículos utilitários, por exemplo, para construção, remoção de neve, corpo de bombeiros, etc. |
|  | Veículos excepcionais fora dos regulamentos de peso                                           |
|  | Veículos agrícolas                                                                            |
|  | Veículos militares                                                                            |
|  | Para revendedores e oficinas de veículos, letra adicional "U"                                 |
|  | Registro temporário, com a marca de controle mostrando a data de validade                     |
|  | Temporário, taxas alfandegárias não pagas, com marca de controle e letra "Z"                  |
|  | Motocicletas e veículos elétricos                                                             |
|  | Veículos a motor leves e motocicletas pequenas limitadas a 45 km/h                            |
|  | Ciclomotores e Bicletas elétricas                                                             |
|  | Veículos Segway                                                                               |

## Placas diplomáticas
As placas diplomáticas suíças exibem um dos prefixos "CD", "CC" ou "AT", seguidos por um código de cantão, um número de série e um código para o país ou organização internacional. Números de série baixos são reservados para embaixadores ou para o chefe de uma organização e seus representantes. 

## Tipos obsoletos

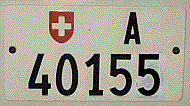
Veículo administrativo, placa traseira

Os veículos federais civis possuíam placas de matrícula compostas pelo escudo suíço, seguidas pela letra "A" (de "Administração") e um número com até cinco dígitos. O primeiro dígito indicava o departamento. Em 2004, essas placas foram substituídas por placas cantonais normais. 
- A 1xxxx - Departamento Federal dos Negócios Estrangeiros
- A 2xxxx - Departamento Federal do Interior
- A 3xxxx - Departamento Federal de Justiça e Polícia
- A 4xxxx - Departamento Federal de Defesa, Proteção Civil e Esporte
- A 5xxxx - Departamento Federal das Finanças
- A 6xxxx - Departamento Federal de Economia
- A 7xxxx - Departamento Federal de Meio Ambiente, Transporte, Energia e Comunicação

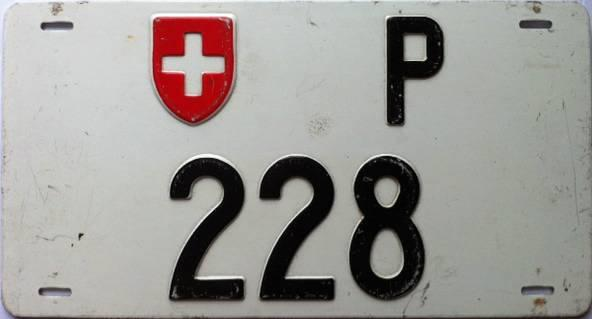
PTT/SBB, placa traseira

A empresa de correios, telégrafos e telefones (PTT) e as ferrovias federais suíças (SBB) faziam parte do governo federal até 1997/98. Seus veículos possuíam placas de matrícula compostas pelo escudo suíço, seguidas pela letra "P" (abreviação de "Post") e um número com até cinco dígitos. Quando se tornaram empresas independentes, as placas P foram substituídas por placas cantonais em 2004. 
- P 1xxxx a P 7xxxx foram atribuídos ao PTT
- P 8xxxx a P 9xxxx foram atribuídos à SBB